# San Felice da Cantalice a Centocelle (titolo cardinalizio)
San Felice da Cantalice a Centocelle (in latino: Titulus Sancti Felicis a Cantalicio ad Centumcellas) è un titolo cardinalizio istituito da papa Paolo VI nel 1969. Il titolo insiste sulla chiesa di San Felice da Cantalice, la quale è retta dall'Ordine dei frati minori cappuccini.
Dal 24 maggio 2025 il titolo è vacante.

## Titolari
- Stephen Kim Sou-hwan (30 aprile 1969 - 16 febbraio 2009 deceduto)
  - Titolo vacante (2009 - 2012)
- Luis Antonio Tagle[1] (24 novembre 2012 - 24 maggio 2025 nominato cardinale vescovo di Albano)